# Sri-lankische Cricket-Nationalmannschaft gegen Pakistan in der Saison 2011/12
Die Spielserie der sri-lankischen Cricket-Nationalmannschaft gegen Pakistan in der Saison 2011/12 fand vom 18. Oktober bis zum 25. November 2011 in den Vereinigten Arabischen Emiraten statt. Die internationale Cricket-Tour war Teil der internationalen Cricket-Saison 2011/12 und umfasste drei Test Matches, fünf ODIs und ein Twenty20. Pakistan gewann die Testserie 1–0, die ODI-Serie 4–1 und das Twenty20.

## Vorgeschichte
Dies war die erste Tour zwischen den beiden Mannschaften, in der Pakistan als Heimteam fungierte, nach der Tour 2008/2009, die auf Grund der Anschläge auf die sri-lankische Mannschaft abgebrochen werden musste. Als Folge dessen wurde diese Tour mit den Vereinigten Arabischen Emiraten an einem neutralen Ort ausgetragen. Für beide Mannschaften war es die erste Tour der Saison und somit der Vorbereitung für die ICC World Twenty20 2012.

## Stadien
Die folgenden Stadien wurden für die Tour als Austragungsort vorgesehen und am 30. August 2011 bekanntgegeben.
| Stadion                             | Stadt     | Kapazität | Spiele                  |
| ----------------------------------- | --------- | --------- | ----------------------- |
| Sheikh Zayed Cricket Stadium        | Abu Dhabi | 20.000    | 1. Test; 5. ODI; 1. T20 |
| Dubai International Cricket Stadium | Dubai     | 25.000    | 2. Test; 1. – 3. ODI    |
| Sharjah Cricket Association Stadium | Sharjah   | 27.000    | 3. Test; 4. ODI         |

## Kaderlisten
Sri Lanka verkündete seinen Test-Kader am 21. September 2011, den für die ODI-Spiele am 1. November. Pakistan verkündete seinen Test-Kader am 2. Oktober 2011, für ODI und Twenty20 am 2. November.
| Test | Test | ODI | ODI | Twenty20 | Twenty20 |
| Pakistan | Sri Lanka | Pakistan | Sri Lanka | Pakistan | Sri Lanka |
| --- | --- | --- | --- | --- | --- |
| - Misbah-ul-Haq (K) - Abdur Rehman - Adnan Akmal (wk) - Aizaz Cheema - Asad Shafiq - Azhar Ali - Imran Farhat - Junaid Khan - Mohammad Hafeez - Saeed Ajmal - Shoaib Malik - Taufeeq Umar - Umar Gul - Wahab Riaz - Younis Khan | - Tillakaratne Dilshan (K) - Angelo Mathews (VK) - Prasanna Jayawardene (wk) - Shaminda Eranga - Nuwan Pradeep - Rangana Herath - Mahela Jayawardene - Dinesh Chandimal - Suraj Randiv - Suranga Lakmal - Tharanga Paranavitana - Dammika Prasad - Kumar Sangakkara (wk) - Kaushal Silva - Lahiru Thirimanne - Chanaka Welegedara | - Misbah-ul-Haq (K) - Abdur Rehman - Abdul Razzaq - Aizaz Cheema - Asad Shafiq - Imran Farhat - Junaid Khan - Mohammad Hafeez - Saeed Ajmal - Sarfaraz Ahmed (wk) - Shoaib Malik - Shahid Afridi - Umar Akmal - Umar Gul - Sohail Tanvir - Younis Khan | - Tillakaratne Dilshan (K) - Angelo Mathews (VK) - Dinesh Chandimal - Dilhara Fernando - Mahela Jayawardene - Suraj Randiv - Dimuth Karunaratne - Kosala Kulasekara - Suranga Lakmal - Lasith Malinga - Jeevan Mendis - Thisara Perera - Seekkuge Prasanna - Kumar Sangakkara (wk) - Upul Tharanga - Dhammika Prasad | - Misbah-ul-Haq (K) - Abdur Rehman - Abdul Razzaq - Aizaz Cheema - Asad Shafiq - Imran Farhat - Junaid Khan - Mohammad Hafeez - Saeed Ajmal - Sarfaraz Ahmed (wk) - Shoaib Malik - Shahid Afridi - Umar Akmal - Umar Gul - Sohail Tanvir - Younis Khan | - Tillakaratne Dilshan (K) - Angelo Mathews (VK) - Dinesh Chandimal - Dilhara Fernando - Mahela Jayawardene - Suraj Randiv - Dimuth Karunaratne - Kosala Kulasekara - Kumar Sangakkara (wk) - Lasith Malinga - Jeevan Mendis - Thisara Perera - Seekkuge Prasanna - Chanaka Welegedara - Upul Tharanga - Suranga Lakmal - Dhammika Prasad |

## Tests

### Erster Test in Abu Dhabi
| 18. – 22. Oktober Scorecard | Abu Dhabi | Sri Lanka 197 (74.1) & 438 (168) | – | Pakistan 511-6d (174.4) & 21-1 (10) |
|                             |           | Remis                            |   |                                     |

### Zweiter Test in Dubai
| 26. – 30. Oktober Scorecard | Dubai | Sri Lanka 239 (79) & 257 (109.5) | – | Pakistan 403 (141.1) & 94-1 (24.1) |
|                             |       | Pakistan gewinnt mit 9 Wickets   |   |                                    |

### Dritter Test in Sharjah
| 3. – 7. November Scorecard | Sharjah | Sri Lanka 413 (153.3) & 181-6d (58) | – | Pakistan 340 (138.2) & 87-4 (57) |
|                            |         | Remis                               |   |                                  |

## One-Day Internationals

### Erstes ODI in Dubai
| 11. November Scorecard | Dubai | Sri Lanka 131 (40.3)           | – | Pakistan 132-2 (21.5) |
|                        |       | Pakistan gewinnt mit 8 Wickets |   |                       |

### Zweites ODI in Dubai
| 14. November Scorecard | Dubai | Sri Lanka 235-7 (50)          | – | Pakistan 210 (46.3) |
|                        |       | Sri Lanka gewinnt mit 25 Runs |   |                     |

### Drittes ODI in Dubai
| 18. November Scorecard | Dubai | Pakistan 257-8 (50)          | – | Sri Lanka 236 (48.5) |
|                        |       | Pakistan gewinnt mit 21 Runs |   |                      |

### Viertes ODI in Sharjah
| 20. November Scorecard | Sharjah | Pakistan 200 (49.3)          | – | Sri Lanka 174 (45.2) |
|                        |         | Pakistan gewinnt mit 26 Runs |   |                      |

### Fünftes ODI in Abu Dhabi
| 23. November Scorecard | Abu Dhabi | Sri Lanka 218-9 (50)           | – | Pakistan 219-7 (47.2) |
|                        |           | Pakistan gewinnt mit 3 Wickets |   |                       |

## Twenty20 International in Abu Dhabi
| 25. November Scorecard | Abu Dhabi | Sri Lanka 141 (19.3)           | – | Pakistan 142-5 (19.3) |
|                        |           | Pakistan gewinnt mit 5 Wickets |   |                       |

Der sri-lankische Batsman Dinesh Chandimal erhielt eine Geldstrafe für das offene demonstrieren der Unzufriedenheit über eine Schiedsrichterentscheidung, während Pakistans Mohammad Hafeez für einen ähnlichen Vorgang eine Verwarnung erhielt.

## Statistiken
Die folgenden Cricketstatistiken wurden bei dieser Tour erzielt.
| Tests              | Tests      | Tests   | Tests   | Tests   | Tests   | Tests   | Tests   | Tests   |
| Batting            | Batting    | Batting | Batting | Batting | Batting | Batting | Batting | Batting |
| Spieler            | Mannschaft | Spiele  | Innings | Runs    | Average | HS      | 100s    | 50s     |
| ------------------ | ---------- | ------- | ------- | ------- | ------- | ------- | ------- | ------- |
| Kumar Sangakkara   | Sri Lanka  | 3       | 6       | 516     | 86,00   | 211     | 2       | 2       |
| Taufeeq Umar       | Pakistan   | 3       | 6       | 324     | 54,00   | 236     | 1       | 0       |
| Azhar Ali          | Pakistan   | 3       | 6       | 263     | 65,75   | 100     | 1       | 2       |
| Younis Khan        | Pakistan   | 3       | 4       | 221     | 55,25   | 122     | 1       | 1       |
| Mohammad Hafeez    | Pakistan   | 3       | 6       | 198     | 49,50   | 75      | 0       | 2       |
| Bowling            |            |         |         |         |         |         |         |         |
| Spieler            | Mannschaft | Spiele  | Overs   | Wickets | Average | BBI     | 5W      | 10W     |
| Saeed Ajmal        | Pakistan   | 3       | 203.5   | 18      | 28,77   | 5/68    | 1       | 0       |
| Umar Gul           | Pakistan   | 3       | 114.3   | 14      | 24,14   | 4/64    | 0       | 0       |
| Junaid Khan        | Pakistan   | 3       | 109.1   | 12      | 26,58   | 5/38    | 1       | 0       |
| Chanaka Welegedara | Sri Lanka  | 3       | 110.2   | 11      | 25,00   | 5/87    | 1       | 0       |
| Rangana Herath     | Sri Lanka  | 3       | 174.5   | 10      | 35,60   | 3/85    | 0       | 0       |

| ODIs               | ODIs       | ODIs    | ODIs    | ODIs    | ODIs    | ODIs    | ODIs    | ODIs    |
| Batting            | Batting    | Batting | Batting | Batting | Batting | Batting | Batting | Batting |
| Spieler            | Mannschaft | Spiele  | Innings | Runs    | Average | HS      | 100s    | 50s     |
| ------------------ | ---------- | ------- | ------- | ------- | ------- | ------- | ------- | ------- |
| Kumar Sangakkara   | Sri Lanka  | 5       | 5       | 191     | 38,20   | 78      | 0       | 2       |
| Umar Akmal         | Pakistan   | 5       | 4       | 161     | 53,66   | 91      | 0       | 2       |
| Younis Khan        | Pakistan   | 5       | 5       | 150     | 37,50   | 56*     | 0       | 1       |
| Mahela Jayawardene | Sri Lanka  | 4       | 4       | 146     | 64,31   | 55      | 0       | 2       |
| Imran Farhat       | Pakistan   | 4       | 4       | 133     | 33,25   | 70      | 0       | 2       |
| Mohammad Hafeez    | Pakistan   | 5       | 5       | 133     | 70,37   | 83      | 0       | 1       |
| Bowling            |            |         |         |         |         |         |         |         |
| Spieler            | Mannschaft | Spiele  | Overs   | Wickets | Average | BBI     | 5W      | 10W     |
| Shahid Afridi      | Pakistan   | 5       | 48.5    | 13      | 15,30   | 5/35    | 1       | 0       |
| Saeed Ajmal        | Pakistan   | 5       | 45      | 11      | 16,27   | 3/42    | 0       | 0       |
| Lasith Malinga     | Sri Lanka  | 5       | 42.3    | 7       | 27,71   | 3/36    | 0       | 0       |
| Dilhara Fernando   | Sri Lanka  | 5       | 44.1    | 7       | 31,57   | 3/26    | 0       | 0       |
| Mohammad Hafeez    | Pakistan   | 5       | 43      | 5       | 25,40   | 2/24    | 0       | 0       |
| Jeevan Mendis      | Sri Lanka  | 4       | 28      | 5       | 26,80   | 3/36    | 0       | 0       |

| Twenty20             | Twenty20   | Twenty20 | Twenty20 | Twenty20 | Twenty20 | Twenty20 | Twenty20 | Twenty20 |
| Batting              | Batting    | Batting  | Batting  | Batting  | Batting  | Batting  | Batting  | Batting  |
| Spieler              | Mannschaft | Spiele   | Innings  | Runs     | Average  | HS       | 100s     | 50s      |
| -------------------- | ---------- | -------- | -------- | -------- | -------- | -------- | -------- | -------- |
| Dinesh Chandimal     | Sri Lanka  | 1        | 1        | 56       | 56,00    | 56       | 0        | 1        |
| Misbah-ul-Haq        | Pakistan   | 1        | 1        | 48       |          | 48*      | 0        | 0        |
| Asad Shafiq          | Pakistan   | 1        | 1        | 33       | 33,00    | 33       | 0        | 0        |
| Tillakaratne Dilshan | Sri Lanka  | 1        | 1        | 28       | 28,00    | 28       | 0        | 0        |
| Shahid Afridi        | Pakistan   | 1        | 1        | 22       | 22,00    | 22       | 0        | 0        |
| Bowling              |            |          |          |          |          |          |          |          |
| Spieler              | Mannschaft | Spiele   | Overs    | Wickets  | Average  | BBI      | 5W       | 10W      |
| Aizaz Cheema         | Pakistan   | 1        | 4        | 4        | 7,50     | 4/30     | 0        | 0        |
| Umar Gul             | Pakistan   | 1        | 2.3      | 2        | 8,00     | 2/16     | 0        | 0        |
| Tillakaratne Dilshan | Sri Lanka  | 1        | 2        | 1        | 8,00     | 1/8      | 0        | 0        |
| Ajantha Mendis       | Sri Lanka  | 1        | 3        | 1        | 20,00    | 1/20     | 0        | 0        |
| Mohammad Hafeez      | Pakistan   | 1        | 3        | 1        | 20,00    | 1/20     | 0        | 0        |
| Saeed Ajmal          | Pakistan   | 1        | 4        | 1        | 22,00    | 1/22     | 0        | 0        |
| Thisara Perera       | Sri Lanka  | 1        | 4        | 1        | 26,00    | 1/26     | 0        | 0        |
| Lasith Malinga       | Sri Lanka  | 1        | 3.3      | 1        | 32,00    | 1/32     | 0        | 0        |
| Dilhara Fernando     | Sri Lanka  | 1        | 4        | 1        | 36,00    | 1/36     | 0        | 0        |

## Player of the Series
Als Player of the Series wurden die folgenden Spieler ausgezeichnet.
| Serie | Player of the Series         |
| ----- | ---------------------------- |
| Test  | Saeed Ajmal Kumar Sangakkara |
| ODI   | Shahid Afridi                |

### Player of the Match
Als Player of the Match wurden die folgenden Spieler ausgezeichnet.
| Spiel   | Player of the Match |
| ------- | ------------------- |
| 1. Test | Kumar Sangakkara    |
| 2. Test | Saeed Ajmal         |
| 3. Test | Kumar Sangakkara    |
| 1. ODI  | Shahid Afridi       |
| 2. ODI  | Lasith Malinga      |
| 3. ODI  | Mohammad Hafeez     |
| 4. ODI  | Shahid Afridi       |
| 5. ODI  | Umar Akmal          |
| 1. T20  | Aizaz Cheema        |